# 地球优先！

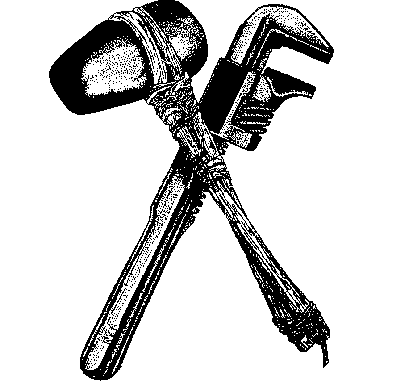
地球优先！的标识：活动板手和石头锤子

地球优先！（Earth First!，简称EF!）是1979年在美国西南部兴起的激進環境主義組織。
受雷切尔·卡森的《寂静的春天》、奥尔多·利奥波德的土地伦理和爱德华·阿比的《故意破坏帮》的启示，一群环保行动主义者发出了属于自己的誓言：“保卫地球母亲，决不妥协！”（No Compromise in Defense of Mother Earth!）。
地球优先！的创建者有环境主义行动分子戴夫·佛曼、前易比士（青年国际党）麦克·若斯里、怀俄明州荒野协会代表 巴特·克勒和豪伊·沃克，以及土地管理局职员罗恩·卡泽尔。
他们乘坐佛曼的大众汽车，从墨西哥北部的Pincate沙漠到新墨西哥州阿尔伯克基去。
“RARE II”（林务局的无路区域考察与评估，Roadless Area Review and Evaluation）规划程序期间主流环境主义主张者的出卖行为激怒了他们，那些行动主义者们设想着一场革命性的运动，使美国各地都能保留出数百万英亩的生态保护区。他们的构想依托于新科学保护生物学的主要概念，像艾德华·威尔森等科学家已在过去的二十年里已将其发展起来，但主流环境团体对此接受缓慢。他们同样借鉴了作家爱德华·阿比的激进想法。在一次沿着Pincate沙漠（Pincate Desert）向阿尔伯克基进发的累人的徒步之后，这一切会聚到了一起。“佛曼突然大喊‘地球优先！’后来的事情你已经知道了，”Wolke说，“Roselle画了张紧握的拳头图案，把它传给货车前排的人看，于是就有了地球优先！”
在美国、英国、加拿大、澳大利亚、荷兰、比利时、菲律宾、捷克共和国、印度、墨西哥、法国、德国、新西兰、波兰、尼日利亚、斯洛伐克、爱尔兰、意大利和西班牙都有地球优先！的团体。

## 早期岁月
在地球优先！的早期时代（1979年-1986年），地球优先！融合了宣传手段（例如在格伦峡谷大坝上向下展开一条塑料“裂缝”）与据说超越了主流环境团体所乐意提倡的东西、影响深远的荒野计划（从生物中心主义的角度，就保护生物学的研究而言）。该团体的计划公布于期刊《地球优先！——激进环境杂志》（Earth First!  The Radical Environmental Journal），一般称为《地球优先！杂志》（Earth First! Journal）。爱德华·阿比经常在早期的集会中演讲，而他的著作则促使他得到了来自早期运动的崇敬。团体的年度集会被称作圆河聚会（Round River Rendezvous），这个名称取自一则奥吉布瓦神话，说的是一条持续不断的生命之河，河水流入又流出它自己，维持着一切生命的联系。聚会的一部分是有艺术、有音乐的庆祝会，一部分是包含专题讨论会和过去行动报告的行动者会议。此时由该组织领导的另一项计划，是创立一家免税的基金会，那时称为地球优先！基金会（Earth First! Foundation），建立的目的是为地球优先！行动主义者的研究、倡议和教育提供财政支持。基金会后来于1991年更名为野生自然基金。
1985年春，《地球优先！杂志》中全国性的一声行动号召使地球优先！成员从美国各处赶到俄勒冈州西部的威拉米特国家森林，以采取针对威拉米特伐木公司的行动。马里兰人Ron Huber和华盛顿人Mike Jakubal发现，封锁伐木道路（由科瓦利斯的大教堂森林行动团（Cathedral Forest Action Group）完成）所提供的保护时间太短，于是想出了树坐这一更有效的公民不服从的选择。
1985年5月23日，Mike Jakubal进行了地球优先！的首次树坐。美国林务局的法律执行官Steve Slagowski到达后，Mike Roselle、Ron Huber和其他人因为坐在树底下作为后备而被捕。这首次树坐持续了不到一天——晚上Jakubal下树去查看那天在他周围已经被砍倒的树的遗体，然后被一个隐蔽着的林务局工作人员逮捕了——但树坐的概念则被视作地球优先！成员的风格特色。Huber和Jakubal，与Mike Roselle一起，把这个概念带到了6月14日的华盛顿地球优先聚会；6月23日，一支行动主义者护卫队抵达威拉米特国家森林，并在该团体认为即将被毁的地方“Squaw/Three timbersale”建起树台。虽然某一时刻甚至有多达十二棵树被占据，7月10日当其他树坐者到别处去参加通宵会议之际的一次冲突撂倒了所有的树和平台（Ron Huber所在的除外）。Huber留在他的绰号为世界之树的树上，直至7月20日两个林县治安官的代表坐吊箱上去把他摔下树来。
后来，大约从1987年起，地球优先！开始主要进行直接行动，以阻止伐木、水坝建设和地球优先！认为可能造成野生生物栖息地被破坏或荒野地区被掠夺的其他形式的开发活动。这一方针上的改变为地球优先！吸引到了很多新成员，其中有些具有左派分子或无政府主义者的政治背景，或者涉及反主流文化。戴夫·佛曼说过，这导致佛曼和其他人不想支持的活动被引入，例如在购物中心“呕吐”（puke-in）、焚烧旗帜、在1987年的地球优先聚会上质问爱德华·阿比，以及在《地球优先！杂志》中就诸如无政府主义这样的话题来回辩论。团体的大多数老成员，包括戴夫·佛曼、Howie Wolke、Bart Koehler、Christopher Manes、George Wuerthner和《地球优先！杂志》编辑John Davis为新的方针倾向越来越感到不安。据说这一变化使数位创始人在1990年与地球优先！断绝了关系。他们中很多人继续开办了一份新的杂志《野生地球》，和一个新的环境团体野地计划（The Wildlands Project）。而另一方面，Roselle连同行动主义者们（如Judi Bari）一起，欢迎地球优先！新的直接行动和左翼倾向。
从20世纪80年代中期开始，地球优先！开始更多地提倡与认可“深生态学”（由阿恩·奈斯、比尔·德维和乔治·塞申斯提出的一种哲学，认为所有形式的地球生命自然而然地具有相同的内在价值，而与它们对人类的用处无关）。地球优先的追随者们用这一哲学思想来证明，在一个对生物与生态系统的内在价值超过它们的资源价值的世界中，生态中心主义的世界观是正确的。

## 1990以后的地球优先
1990以后，地球优先！运动内的行动日益受到无政府主义者的政治哲学的影响。改变也带来了意见相异地区原先的媒体报刊的一次转换、对组织化领导或管理机构的厌恶，以及把地球优先！看作是一个主流运动，而非一个组织的新趋势。1992年，地球优先！朝着成为主流运动推进，使得拒绝放弃犯罪行为的成员发起了一个叫做地球解放阵线的激进分支。多数地球优先！成员把他们自己比作分散的、熟悉本地的、基于社群主义伦理的行动主义，而地球优先的对手却把团体描述为实施某种形式的恐怖主义。
在全国各地，个人公民和小型团体构成了草根政治行动的核心，他们可能采取合法的行动形式——如抗议、控告木材销售和教育活动——或非暴力抵抗——树坐、封锁道路和破坏行动——一些地球优先！成员称之为“生态性破坏”，声称这么做是一种生态保卫的形式。往往，当地球优先！在通过诉讼设法获得长期胜利时，破坏性的直接行动主要用作力图防止可能的环境破坏的缓兵之计。被报道过的策略包含封锁道路、行动主义者把自己与重型设备锁在一起、树坐和破坏机器。
地球优先！因在《地球优先！杂志》中提供关于实施树钉和破坏阻挠或生态性破坏）（已经由如此策略而产生有人受伤的传闻）的信息而著名，尽管并没有地球优先！参与相关活动的证据。然而，1990年Judi Bari带领加利福尼亚州北部和俄勒冈州南部地区的地球优先！声明放弃这些做法，认为它们对于同工人和小型伐木厂组成联盟挫败加州北部大型公司的砍伐的努力起了反作用。
该运动的批评者仍然把地球优先！的活动称为生态恐怖主义，尽管地球优先！的支持者说，这个词更准确地描述了破坏环境的人。作为对自己被视作恐怖分子的回应，一些地球优先！成员采用新语terrist以代之。

### Judi Bari汽车炸弹爆炸
1990年，一个炸弹被放在Judi Bari的汽车里，炸碎了她的骨盆，还伤害了同行的行动主义者Darryl Cherney。警方和联邦调查局怀疑炸弹是在他们搬运时意外爆炸的，随后Bari和Cherney就被捕了。对他们的诉讼最终因缺乏证据而作罢。Bari于1997年死于癌症，但她对FBI和加利福尼亚州奥克兰市警方的联邦诉讼的最后结果是，2002年陪审团裁决，判给她的遗产和给Darryl Cherney总计440万美元。被判的赔偿金中百分之八十是因为，FBI和警方侵犯了第一条宪法修正案中规定的权利，试图在媒体中损害他们的名誉，把他们说成是暴力的极端主义者，而不顾充足的相反证据。爆炸案仍未解决。
某些推测聚焦于与Bari不和的前夫Mike Sweeney身上，据称他早在60年代就有了家庭暴力和政治爆炸的记录。这个看法曾由The Secret Wars of Judi Bari的作者Kate Coleman和Anderson Valley Advertiser的编者Bruce Anderson提出。Judi Bari之友（Friends of Judi Bari）将该推测视为“右翼支持的诽谤”行为的一部分而对其不予理会。Bari的支持者认为有迹象表明FBI协助策划了炸弹爆炸，尽管政府从未有对这一见解的调查。1997年早些时候，为FBI负责Bari案的特别代理人Richard W. Held被免除了对他的诉讼。

## 英国的地球优先！

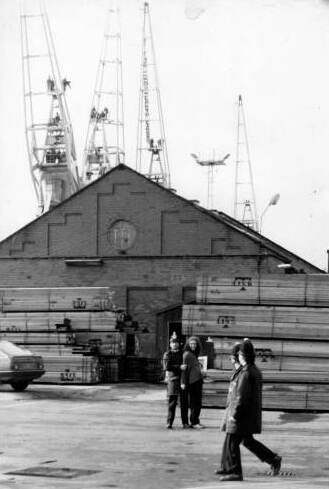
在利物浦码头的一次逮捕行动，抗议者占领了背景中的吊车

英国的地球优先！运动始于1990年，当时萨塞克斯郡海斯廷斯的一个团体组织了在肯特郡的邓杰内斯核电站的一次行动。接下来的几年，它迅速地发展起来，并且产生了许多团体，有的使用了EF!的名称，有的没有。
首次大规模的地球优先！行动出现在1992年，关注的是热带硬木的进口。首次主要行动发生在1991年12月的蒂伯里港。第二次主要行动默西塞德郡码头行动（Merseyside Dock Action）吸引了200-600人，他们把利物浦码头占据了两天。此次行动与一群英国和美国的地球优先！成员（Earth First!ers）的地球优先！乡村巡回路演同时进行。其他早期的活动也关注木材行，尤其是牛津的Timbmet贮木场。
现在有各种地域性的地球优先！团体，地球优先！行动报告（EF! Action Reports）网站和一年一度的地球优先！全国集会已联合为地球优先！行动快递（EF! Action Update）。在萨塞克斯的第一届集会上，讨论集中在违法的破坏行动作为抗议方式的使用上。地球优先！决定‘既不谴责也不原谅’违法的破坏行动，而是更多地关注非暴力直接行动的方法。在集会上，有些人创造了地球解放阵线（ELF）一词，它成为了一项独立的运动，并传回美国。包括违法的破坏在内的行动确实常常发生在夜幕的笼罩下，特别是在ELF的旗帜下，并被归因于小精灵和小妖精，或者地球解放仙女们（Earth Liberation Faeries），这使运动明显带上了一层英伦气息。
当同时也关注起马路时，直接行动运动的大发展开始了，在Twyford Down发起了反对汉普郡M3高速公路的扎营抗议。在地球优先！团体仍然起到不可或缺的作用的同时，其他团体很快也形成了，如峡谷部落。除了SchNEWS，像地球优先！行动快递（Earth First! Action Update）和《不成功毋宁死》（Do or Die）一类的出版物也成为了团体之间交流方式。运动还产生了其他的马路露营抗议，包括纽伯里支路、A30大道和伦敦的M11接驳道路抗议（那里整条街的人都蹲坐着，来减慢施工工程的进度）。后来活动中心扩展到其他的运动，其中有收复街道运动、反对转基因运动和兴起的浪潮。还有更新的团体，如泥炭警报（Peat Alert）和傻瓜飞机）。
根据两位创始人Jake Bowers和Jason Torrance的地球优先！十年回顾报告来看，英国的地球优先！团体与美国的团体是相当不同的：
|  | 我们知道美国地球优先！最初的强硬路线“为了荒野的红脖子”态度在这里是不会有什么吸引力的，所以我们才去筹建一个融合了激进行动与社会正义的团体，以保护英国仅存的少数几处自然地区。 |

将生态正义与社会公平视为同一物，并沿着无政府主义的道路组织起来，再引入其他的激进斗争与武力对抗，混以无畏的行动和真正的激进主义，将EF!的理想传至其他国家，且促进了美国运动的成形。

## 通俗文化中的「地球优先！」
- 美國知名動畫《辛普森一家》中的一段情节Lisa the Tree Hugger（英语：Lisa the Tree Hugger）描绘了一个叫做「垃圾优先」的环境团体，是对「地球优先！」的戲謔諷刺式模仿。
- “侏罗纪公园：失落的世界”中的人物Nick Van Owen透露他自己是一个地球优先！的成员。
- 珍珠果酱乐队的埃迪·维德（Eddie Vedder）右侧小腿肚上，有地球优先！的标识文身。
- 汤姆·克兰西的小说《彩虹六号》中，有几个“The Project”的参与者是地球优先！成员。后来据说“Project”的其他成员认为地球优先！太激进了。
- 地球优先！是Illuminati New World Order纸牌游戏中的一张GOAL牌。

## 注解
1. ↑  台港翻譯參照Discovery節目《秘密組織:高度機密》
2. ↑  .   [2002-10-02]. （原始内容存档于2002-10-02）.
3. ↑  .   [2009-02-06]. （原始内容存档于2016-08-14）.
4. ↑  Bevington, Douglas. . Island Press. 2009. ISBN 1597266566.
5. ↑  .   [2008-09-10]. （原始内容存档于2005-10-16）.
6. ↑  .   [2008-09-10]. （原始内容存档于2005-10-16）.
7. ↑  .   [2008-09-10]. （原始内容存档于2005-10-16）.
8. ↑  .   [2009-02-06]. （原始内容存档于2009-02-11）.
9. ↑  .   [2008-09-10]. （原始内容存档于2005-05-08）.
10. ↑  .   [2008-09-10]. （原始内容存档于2005-10-16）.
11. ↑  .   [2008-09-10]. （原始内容存档于2008-10-29）.
12. ↑  .   [2006-08-05]. （原始内容存档于2003-03-23）.
13. ↑  mail tribune par.5
14. ↑  .   [2008-09-10]. （原始内容存档于2007-10-23）.
15. ↑  Guthmann, Edward. . San Francisco Chronicle. 2005-02-01  [2009-01-08]. （原始内容存档于2009-02-12）.
16. 1 2  http://www.law.com/regionals/ca/stories/020612b.shtml （页面存档备份，存于） FBI、奥克兰市在Bari案中败北
17. ↑  FOJB - The latest attack on Judi
18. ↑  . www.sohu.com.   [2022-03-11] （英语）.[]
19. 1 2  .   [2008-09-10]. （原始内容存档于2020-11-26）.
20. ↑  .   [2009-02-06]. （原始内容存档于2009-02-04）.
21. ↑  .   [2021-01-20]. （原始内容存档于2006-04-02）.
22. ↑  .   [2009-02-06]. （原始内容存档于2009-02-12）.
23. ↑  .   [2008-09-10]. （原始内容存档于2008-09-16）.
24. ↑  .   [2008-09-10]. （原始内容存档于2008-11-08）.
25. ↑  .   [2008-09-10]. （原始内容存档于2008-05-16）.
26. ↑  .   [2018-07-06]. （原始内容存档于2006-04-15）.

## 扩展阅读
- 关于早期的地球优先！的书
  - Davis, John, ed.  The Earth First! Reader: Ten Years of Radical Environmentalism (1991) (ISBN 0-87905-387-9)
  - Dave Foreman.  Confessions of an Eco-Warrior (1991) (ISBN 0-517-88058-X)
  - Dave Foreman.  Ecodefense: A Field Guide to Monkeywrenching (1985) (ISBN 0-9637751-0-3)
  - Christopher Manes.  Green Rage: Radical Environmentalism and the Unmaking of Civilization (1990) (ISBN 0-316-54532-5)
  - Rik Scarce.  Eco-Warriors: Understanding the Radical Environmental Movement (2006) (ISBN 1-59874-028-8)
  - Susan Zakin.  Coyotes and Town Dogs: Earth First! and the Environmental Movement (1993) (ISBN 0-8165-2185-9)

- 关于20世纪90年代以后的地球优先！的书
  - Judi Bari.  Timber Wars (1994) (ISBN 1-56751-026-4)
  - Martha Lee.  Earth First!: Environmental Apocalypse (1995) (ISBN 0-8156-0365-7)
  - Rik Scarce.  Eco-Warriors: Understanding the Radical Environmental Movement (2006) (ISBN 1-59874-028-8)
  - Derek Wall  Earth First and the Anti-Roads Movement (1999)  (ISBN 0-415-19064-9)
  - Paul Chadwick "Concrete: Think Like A Mountain"
  - Elli King (Editor) LISTEN: The Story of the People at Taku Wakan Tipi and the Reroute of Highway 55 or The Minnehaha Free State(2006)

- 批评地球优先！的书
  - Ron Arnold.  Ecoterror: The Violent Agenda to Save Nature (1997) (ISBN 0-939571-18-8)
  - George Bradford.  How Deep is Deep Ecology? (1989) (ISBN 0-87810-035-0)
  - Barry Clausen.  Walking on the Edge: How I Infiltrated Earth First! (1994) (ISBN 0-936783-12-5)
  - Kate Coleman.  The Secret Wars of Judi Bari（英语：Judi Bari） (2005) (ISBN 1-893554-74-0)